# Schismatoglottis asperata
Schismatoglottis asperata là một loài thực vật có hoa trong họ Ráy (Araceae). Loài này được Engl. miêu tả khoa học đầu tiên năm 1879.